# Odacidae

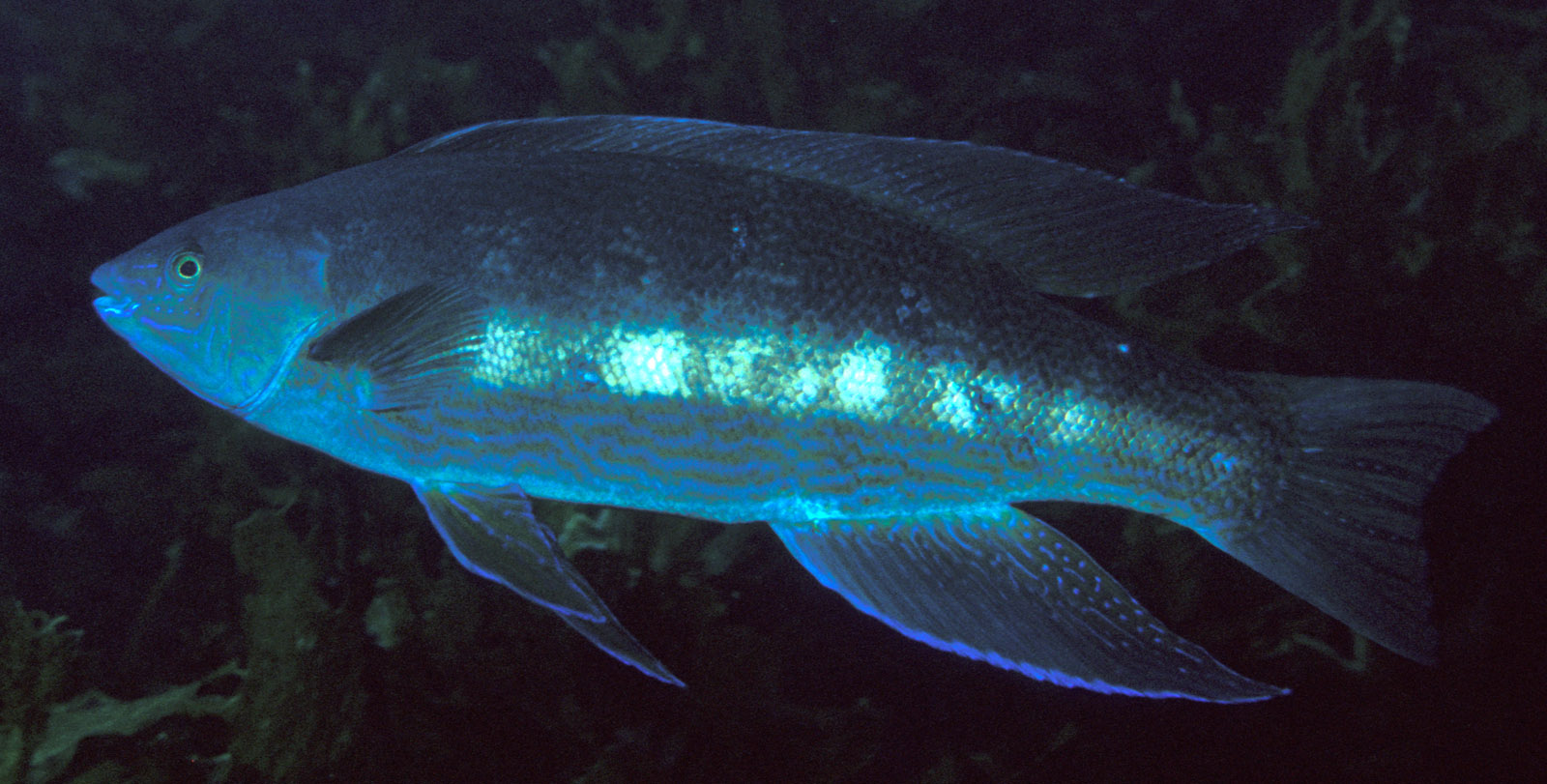
Odax pullus

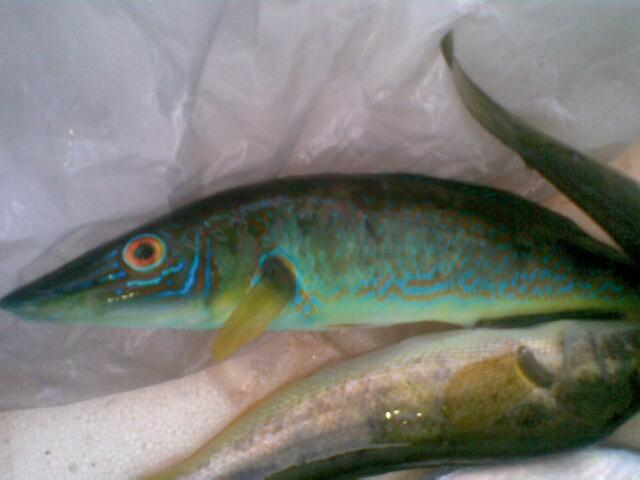
Haletta semifasciata

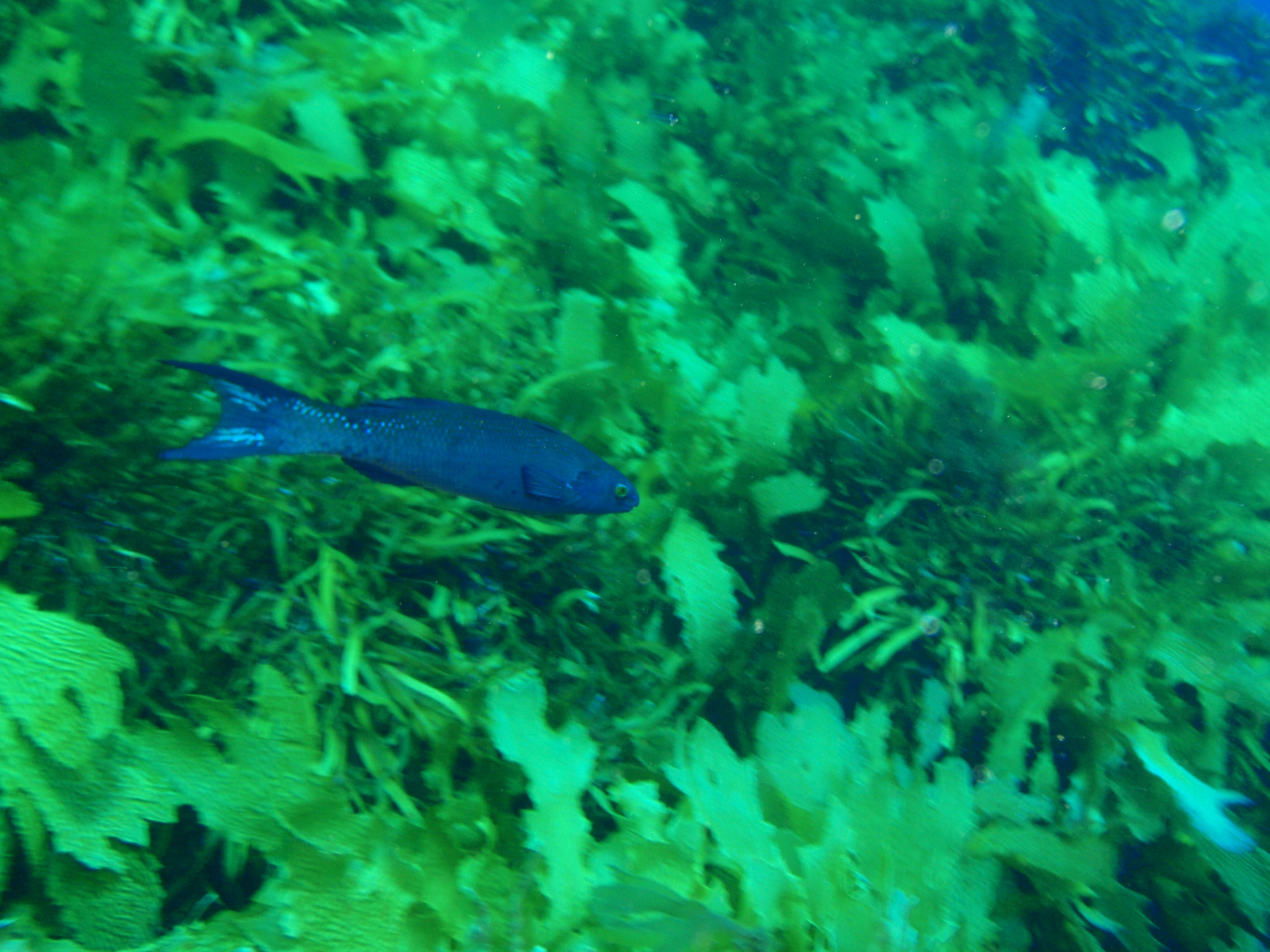
Olisthops cyanomelas

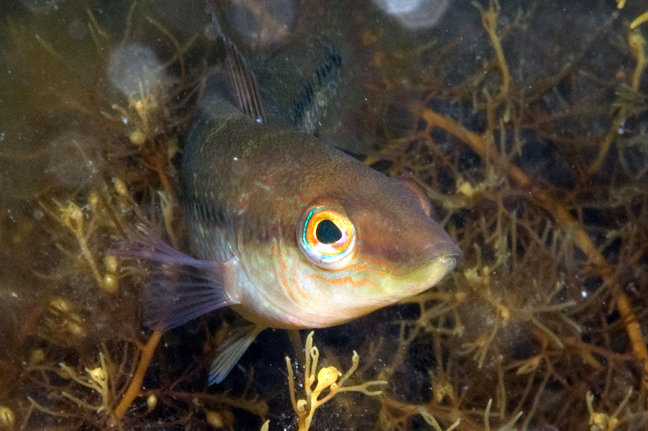
Neoodax balteatus

Gli Odacidae sono una famiglia di pesci ossei d'acqua marina dell'ordine Perciformes.

## Distribuzione e habitat
La famiglia è endemica delle acque costiere di Australia e Nuova Zelanda.
Popolano prevalentemente fondali duri costieri ricchi di macrofite acquatiche.

## Descrizione
L'aspetto di questi pesci è grossolanamente simile a quello dei Labridae. La pinna dorsale è lunga, con da 14 a 23 raggi spinosi. Le pinne ventrali portano un raggio spinoso e tre molli. Scaglie piccole. I denti sono fusi, in alcune specie formano un "becco da pappagallo" simile a quello degli Scaridae.
Sono pesci di taglia medio piccola, Odax pullus e Siphonognathus argyrophanes sono le specie più grandi e raggiungono 40 cm di lunghezza massima.

## Biologia
Questi pesci sono per la maggior parte vegetariani ma alcune specie integrano la loro dieta con invertebrati bentonici.

## Pesca
Hanno scarsa importanza per la pesca commerciale.

## Acquariofilia
Alcune specie vengono allevate, seppur raramente, come pesci d'acquario.

## Specie
- Genere Haletta
  - Haletta semifasciata
- Genere Heteroscarus
  - Heteroscarus acroptilus
- Genere Neoodax
  - Neoodax balteatus
- Genere Odax
  - Odax cyanoallix
  - Odax pullus
- Genere Olisthops
  - Olisthops cyanomelas
- Genere Siphonognathus
  - Siphonognathus argyrophanes
  - Siphonognathus attenuatus
  - Siphonognathus beddomei
  - Siphonognathus caninis
  - Siphonognathus radiatus
  - Siphonognathus tanyourus